# Brachinus
Brachinus är ett släkte av skalbaggar som beskrevs av Weber 1801. Brachinus ingår i familjen jordlöpare.

## Bildgalleri

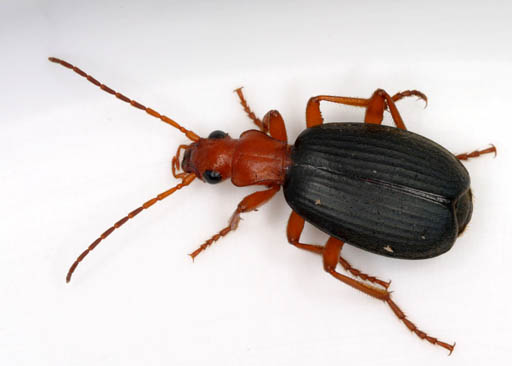
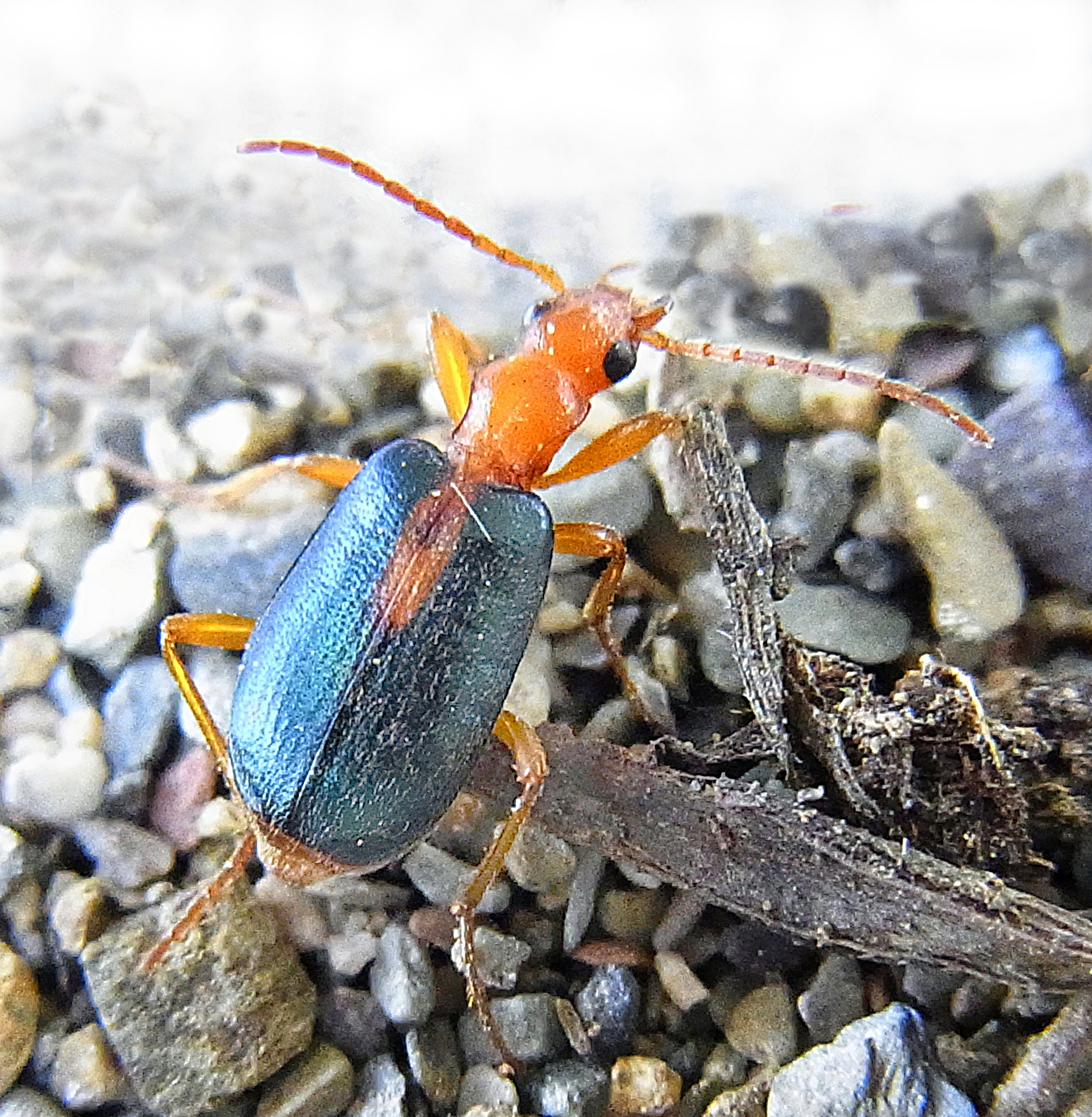
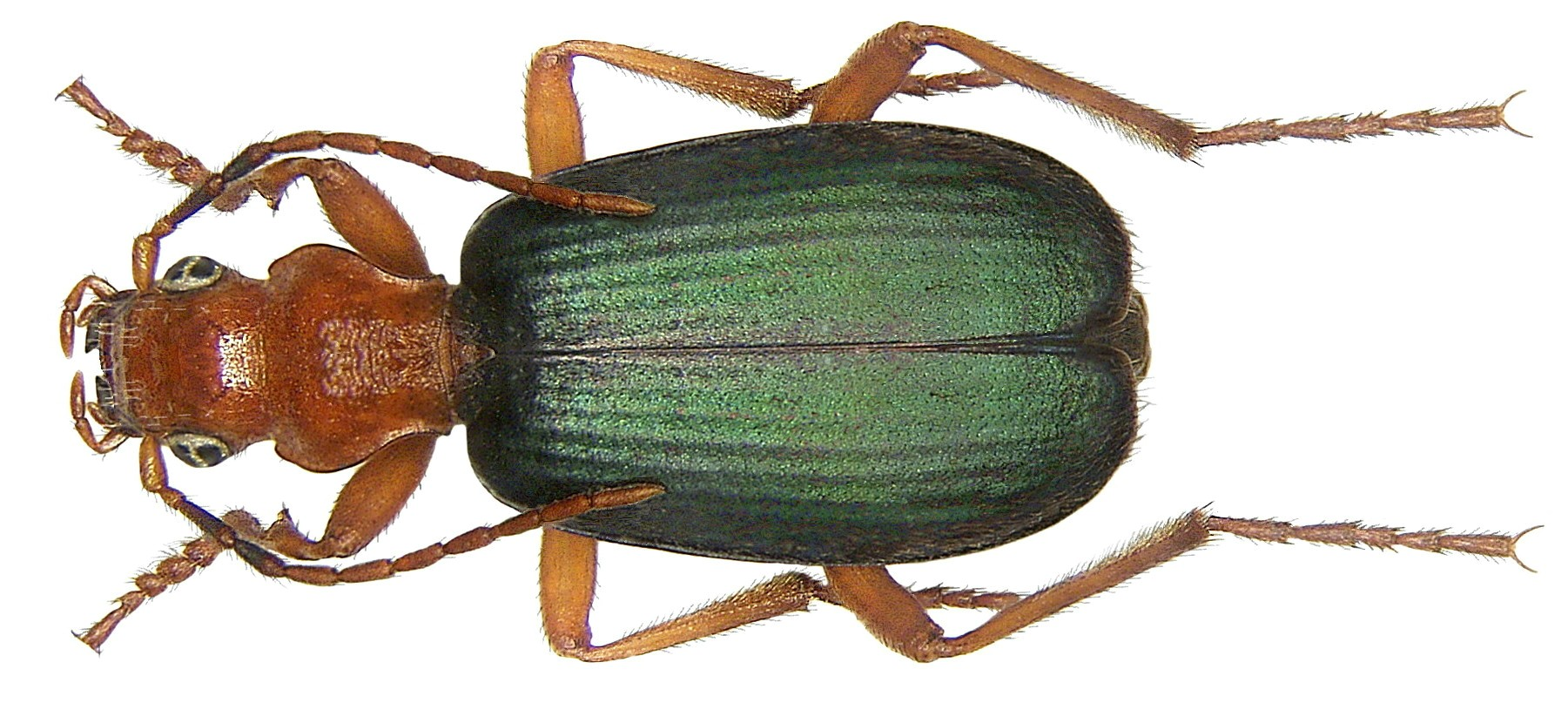
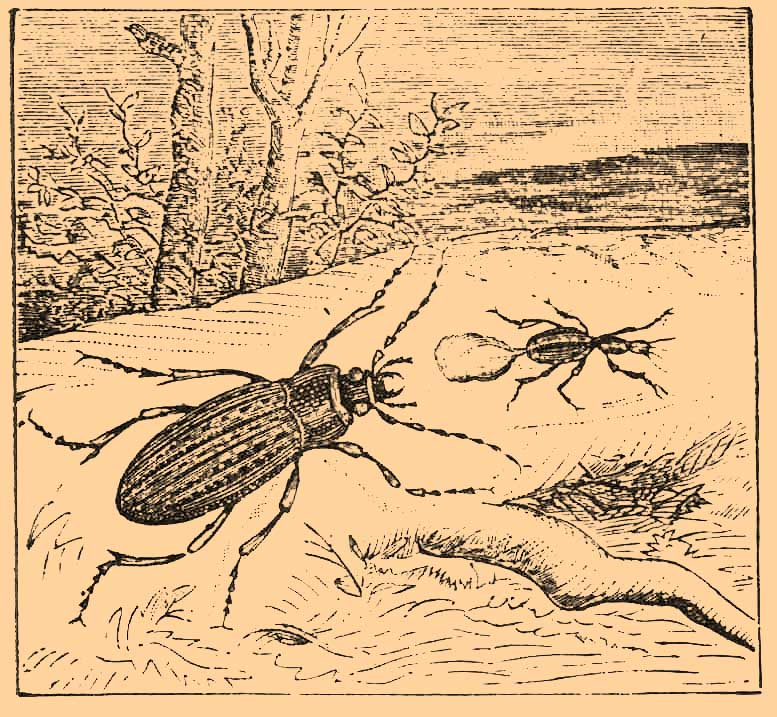

## Dottertaxa tillBrachinus, i alfabetisk ordning[1][2]
- Brachinus aabaaba
- Brachinus adustipennis
- Brachinus aeger
- Brachinus alexiguus
- Brachinus alternans
- Brachinus americanus
- Brachinus arboreus
- Brachinus azureipennis
- Brachinus bilineatus
- Brachinus brunneus
- Brachinus capnicus
- Brachinus chalchihuitlicue
- Brachinus chirriador
- Brachinus cibolensis
- Brachinus cinctipennis
- Brachinus conformis
- Brachinus consanguineus
- Brachinus cordicollis
- Brachinus costipennis
- Brachinus crepitans
- Brachinus cyanipennis
- Brachinus cyanochroaticus
- Brachinus elongatulus
- Brachinus explodens
- Brachinus explosus
- Brachinus favicollis
- Brachinus fulminatus
- Brachinus fumans
- Brachinus galactoderus
- Brachinus gebhardis
- Brachinus geniculatus
- Brachinus grandis
- Brachinus hirsutus
- Brachinus ichabodopsis
- Brachinus imperialensis
- Brachinus imporcitis
- Brachinus janthinipennis
- Brachinus javalinopsis
- Brachinus kansanus
- Brachinus kavanaughi
- Brachinus lateralis
- Brachinus medius
- Brachinus melanarthrus
- Brachinus mexicanus
- Brachinus microamericanus
- Brachinus mobilis
- Brachinus neglectus
- Brachinus oaxacensis
- Brachinus ovipennis
- Brachinus oxygonus
- Brachinus pallidus
- Brachinus patruelis
- Brachinus perplexus
- Brachinus phaeocerus
- Brachinus puberulus
- Brachinus quadrepennis
- Brachinus rugipennis
- Brachinus sallei
- Brachinus sublaevis
- Brachinus tenuicollis
- Brachinus texanus
- Brachinus velutinus
- Brachinus viridipennis
- Brachinus vulcanoides